# Lovokrađa
Lovokrađa ili krivolov je definisana kao ilegalni lov ili hvatanje divljih životinja, što je obično povezano sa pravima korišćenja zemljišta. Lovokrađu su vršili siromašni seljaci za potrebe preživljavanja i kao dodatak oskudnoj ishrani. To je bilo protiv lovnih privilegija plemstva i teritorijalnih vladara.
Od 1980-ih, termin „lovokrađa” se takođe koristi u kontekstu ilegalne berbe divljih biljnih vrsta. U poljoprivrednom smislu, pojam krvolova se takođe primenjuje na gubitak tla ili trave štetnim delovanjem stoke koje može uticati na dostupnost proizvodnog zemljišta, zagađenje vode kroz povećan odtok i pitanja dobrobiti stoke. Krađa stoke kao kod napada na stoku klasifikuje se kao krađa, a ne kao krivolov.

## Pravni aspekti
Godine 1998, naučnici za zaštitu životne sredine sa Univerziteta u Masačusetsu Amherst predložili su koncept krivolova kao ekološki zločin, definišući nezakonitom svaku aktivnost koja je u suprotnosti sa zakonima i propisima uspostavljenim za zaštitu obnovljivih prirodnih resursa, uključujući ilegalni lov divljih životinja sa namerom posedovanja, transporta, konzumiranja ili prodaje i korišćenja njihovih delova tela. Oni su smatrali krivolov jednom od najozbiljnijih pretnji opstanku biljnih i životinjskih populacija. Biolozi i konzervatori divljih životinja smatraju da krivolov ima štetan uticaj na bioraznolikost kako unutar tako i izvan zaštićenih područja, jer sa opadanjem populacija divljih životinja, dolazi do njihovog lokalnog iscrpljivanja i narušavanja funkcionalnosti ekosistema.

### Kontinentalna Evropa
Austrija i Nemačka ne nazivaju krivolov krađom, već kao upad u lovačka prava trećih strana. Dok je drevni Nemački zakon dozvoljavao lov svakom slobodnom čoveku, uključujući seljake, naročito na zajedničkom zemljištu, Rimski zakon je ograničavao lov na vladare. U srednjovekovnoj Evropi su vladari feudalnih teritorija od kralja naniže pokušavali da primene ekskluzivna prava plemstva na lov i ribolov na zemljama nad kojima su vladali. Krivolov se smatrala teškim zločinom kažnjivim zatvorom, ali primena je bila prilično slaba do 16. veka. Seljacima je još uvek bilo dozvoljeno da nastave lov na sitnu divljač. Pravo plemstva na lov bilo je ograničeno u 16. veku i preneto je u vlasništvo nad zemljom. Zbog slabog kvaliteta pušaka bilo je neophodno da se pristupiti divljači na skoro 30 metara. Na primer, krivolovci u regiji Salcburga bili su tada muškarci stariji od 30 godina, koji još nisu bili u braku i obično su pojedinačno obavljali svoj nezakoniti zanat.
Razvoj savremenih lovačkih prava usko je povezan sa relativno modernom idejom ekskluzivne privatne svojine zemljišta. U 17. i 18. veku ograničenja na lov i pravo pucanja na privatnom vlasništvu uspostavljali su lovočuvari i šumari. Oni su osporavali zajedničku upotrebu šuma, npr. sakupljanje smole, šumsku ispašu i pravo seljaka na lov i ribolov. Međutim, relativno lak pristup puškama sve je više omogućavao seljacima i slugama da se bave krivolovom do kraja 18. veka. Lov se u 18. veku koristio kao teatralna demonstracija aristokratske vladavine nad zemljom i imao je snažan uticaj i na obrasce korišćenja zemljišta. Krivolov je ne samo kršio vlasnička prava, već je bio u simboličkom sukobu sa plemićkom moći. Tokom perioda između 1830. i 1848. godine došlo je do povećanja krivolovom uzrokovane smrtnosti u Bavarskoj. Nemačke revolucije 1848–49 tumačene su kao opšte dopuštenje za krivolov u Bavarskoj. Reforma zakona o lovu 1849. godine redukovala je legalni lov na bogate vlasnike zemljišta i buržoaziju, koji su mogli da plate naknade za lov i dovela do razočaranja i stalne podrške lovokradica među narodom. Neki od pograničnih regiona, gde je krijumčarenje bilo važno, ispoljili su posebno snažan otpor. Godine 1849. od Bavarskih vojnih snaga je zatraženo da okupiraju veliki broj opština u graničnoj oblasti sa Austrijom. U Valgau (danas delu Garmiš-Partenkirhena) i u Lakenheuseru u Bavarskoj šumi svako je domaćinstvo moralo da hrani i primi jednog vojnika na mesec dana u okviru vojne misije da se uguše nemiri. Ljudi Lakenheusera imali su nekoliko prepirki oko krivolova jelena sa austrijskim šumarima i vojskom, a bili su poznati i kao naoružani pertliski lovokradljivci (keke Vilderer).

### Ujedinjeno Kraljevstvo
Krivolov, poput krijumčarenja, ima dugu kontrakulturnu istoriju. Glagol poach u engleskom jeziku potiče od srednjoengleske reči pocchen, što doslovno znači upakovan, zatvoren u vreću. O krivolovu se nepristrasno izveštavalo za Englesku u „Šumskim izjavama”, prekršajima krutog anglo-normanskog Zakona o šumama. Vilijam Osvajač, koji je bio veliki ljubitelj lova, uspostavio je i sprovodio sistem zakona o šumama. Ovo je delovalo izvan uobičajenog zakona i služilo je da se zaštiti divljač i njihovo šumsko stanište od lova od strane običnog naroda u Engleskoj, i za pridržavanje lovačkih prava nove anglo-normanske aristokratije koja je govorila francuski jezik. Od tada je lov na divljač običnog naroda u kraljevskim šumama ili drugim rečima krivolovstvo, uvek bio kažnjiv srmću vešanjem.
Godine 1087, pesma pod nazivom „Rime kralja Vilijama” sadržana u Peterborough Chronicle, izrazila je englesko negodovanje zbog strogih novih zakona. Krivolov je romantizovan u literaturi još od vremena balada o Robinu Hudu, kao aspekt „zelene šume” Vesele Engleske. U jednoj je priči Robin Hud prikazan kako nudi kralju Ričardu Lavljem Srcu meso od jelena koji je ilegalno ulovljen u Šervudskoj šumi, a kralj previđa činjenicu da je ovaj lov bio kapitalni prekršaj. Široko prihvatanje ove uobičajene kriminalne aktivnosti sadržano je u opažanju Non est inquirendum, unde venit venison („Ne treba ispitivati, otkud dolazi srnetina”), koje je napravio Gijom Bude u svom delu Traitte de la vénerie. Međutim, englesko plemstvo i zemljoposednici bili su dugoročno izuzetno uspešni u sprovođenju modernog koncepta vlasništva, izraženog npr. u ograđivanju zajedničkog zemljišta i kasnije u Brdskom rasčišćavanjima, koje se sastojalo od prisilnog raseljavanja ljudi iz tradicionalnih zakupa zemljišta i nekada zajedničkog zemljišta. U 19. veku došlo je do uspona zakonodavnih akata, poput Zakona o noćnom krivolovu 1828. i Zakona o divljači iz 1831. u Velikoj Britaniji, i drugih zakona na drugim mestima.

## Literatura
- Jacoby, Karl (2001). Crimes against Nature: Squatters, Poachers, Thieves, and the Hidden History of American Conservation. Berkeley: University of California Press. ISBN 9780520282292..
- Archer, John E (1999). „Poaching gangs and violence: the urban-rural divide in nineteenth-century Lancashire.”. British Journal of Criminology. 39 (1): 25—38. doi:10.1093/bjc/39.1.25.   (1999): .
- Fisher, John (2000). „Property Rights in Pheasants: Landlords, Farmers and the Game Laws, 1860–80”. Rural History. 11 (2): 165—180. doi:10.1017/S0956793300002089. (2000): .
- Gray, Drew D (2016). Crime, Policing and Punishment in England, 1660-1914. Bloomsbury Publishing..
- Haenlein, Cathy, and Michael Lawrence Rowan Smith (2017). Poaching, wildlife trafficking and security in Africa: Myths and realities. Routledge..
- Hopkins, Harry. The long affray: the poaching wars, 1760-1914. London: Secker.. & Warburg, 1985). In Britain
- Lemieux, Andrew M., and Ronald V. Clarke (2009). „The international ban on ivory sales and its effects on elephant poaching in Africa.”. British Journal of Criminology. 49 (4): 451—471. doi:10.1093/bjc/azp030.  : .
- Proceedings of the Royal Society B: Biological Sciences. 279 (1730): 910—915. 2011. Недостаје или је празан параметар |title= (помоћ).
- Martin, John (2012). „The Transformation of Lowland Game Shooting in England and Wales in the Twentieth Century: The Neglected Metamorphosis.”. International Journal of the History of Sport. 29 (8): 1141—1158. doi:10.1080/09523367.2012.690226.
- Osborne, Harvey; Winstanley, Michael (2006). „Rural and Urban Poaching in Victorian England” (PDF). Rural History. 17 (2): 187—212. doi:10.1017/S0956793306001877. Пронађени су сувишни параметри: |author= и |last1= (помоћ). „online” (PDF). Архивирано из оригинала (PDF) 23. 09. 2020. г. Приступљено 28. 12. 2019.
- Smith, Kreseda, and Richard Byrne (2018). „Reimagining rural crime in England: a historical perspective.”. International Journal of Rural Criminology. 4 (1): 66—85. doi:10.18061/1811/86152.
- Somerville, Keith. (2017). Ivory: power and poaching in Africa. Oxford University Press.
- Taylor, Antony (2004). „'Pig-Sticking Princes': Royal Hunting, Moral Outrage, and the Republican Opposition to Animal Abuse in Nineteenth-and Early Twentieth-Century Britain.”. History. 89 (293): 30—48. doi:10.1111/j.0018-2648.2004.00286.x.

## Spoljašnje veze
- Jones, M. (2001). „Animal robots help enforce hunting laws”. Milwaukee Journal Sentinel. Архивирано из оригинала 13. 05. 2016. г. Приступљено 28. 12. 2019.
- Neal, M. „Poachers are still getting duped into shooting robot Deer”. Motherboard. Vice. Архивирано из оригинала 2. 6. 2016. г. Приступљено 12. 4. 2016.